# ديفيد باتون
ديفيد باتون (بالإنجليزية: David Paton)‏ هو طبيب عيون أمريكي، ولد في 16 أغسطس 1930 في بالتيمور في الولايات المتحدة.